# Лысова, Пелагея Евдокимовна
Пелагея Евдокимовна Лысова (1898, Кировская область — неизвестно, посёлок Очхамури, Кобулетский район, Аджарская АССР, Грузинская ССР) — рабочая Очхамурского совхоза имени Сталина Министерства сельского хозяйства СССР, Кобулетский район, Аджарская АССР, Грузинская ССР. Герой Социалистического Труда (1950).

## Биография
Родилась в 1898 году в крестьянской семье в одном из сельских населённых пунктов современной Одесской области (в прошлом — на территории Херсонской губернии). После окончания местной начальной школы трудилась в сельском хозяйстве. Во время коллективизации вступила в местный колхоз. В 1940 году поехала на работу по набору в Кобулетский район Аджарской АССР, где требовались рабочие на чайные плантации местных сельскохозяйственных предприятий. Трудилась в Очхамурском совхозе имени Сталина (с 1961 года — имени XXII съезда КПСС) Кобулетского района, директором которого был Иван Самсонович Путуридзе.
В 1949 году собрала 6424 килограмма зелёного чайного листа на участке площадью 0.5 гектара. Указом Президиума Верховного Совета СССР от 31 июля 1950 года удостоена звания Героя Социалистического Труда за "получение высокого урожая сортового зелёного чайного листа и цитрусовых плодов в 1949 году с вручением ордена Ленина и золотой медали «Серп и Молот» (№ 5286).
Этим же указом званием Героя Социалистического Труда были награждены труженики совхоза имени Сталина чаеводы Татьяна Алексеевна Шевелёва, Константин Андреевич Соболев, Марфа Николаевна Стоякина и Раиса Васильевна Юртаева.
После выхода на пенсию проживала в посёлке Очамхури. С 1968 года — персональный пенсионер союзного значения. Дата смерти не установлена.